# 里日夫
50°5′41″N 28°16′5″E / 50.09472°N 28.26806°E
里日夫（烏克蘭語：Рижів），是烏克蘭北部的村莊，隸屬日托米爾州的日托米爾區。該村面積0.83平方公里，海拔高度257米，2011年人口137，人口密度每平方公里166.06人。